# 4shared Desktop
4shred Desktop 是由4shared针对Microsoft Windows操作系统开发的一款免费软件(freeware)下载/上载管理器。该软件的主要用于迅速访问 4shared 帐户和管理服务用户的文件。

## 功能
- 支持 proxy。
- 用户友好的 GUI。
- 免费添加。
- 恢复中断的下载/上载。
- 支持拖放(Drag&drop)。
- PC与4shared帐户间同步[4]（目前在测试模式下工作）。
- 有空间指示器。
- 有内部搜索功能。
- 文件可以用密码保护。
- 文件可用内部查看器/播放器查看/播放。
- 同时多重上载和下载。
- 活动日志。
- 喜爱的文件列表。
- 每个文件的下载链接。
- 能够迅速发送反馈意见。
- 无须使用Internet浏览器(Internet browser)打开网站本身，即可迅速访问 4shared 帐户。
- 与他人共享文件。

## 集成
4shared Desktop为通常通过右击文件调用的标准Windows上下文菜单又增添了一个选项。

## 本地化
4shared Desktop 目前仅用于说英语的用户。

## 另请参阅 also
- 下载管理器列表
- 下载管理器比较
- Internet Download Accelerator
- Download Master